# Erucius dimidiatipes
Erucius dimidiatipes är en insektsart som beskrevs av Bolívar, I. 1898. Erucius dimidiatipes ingår i släktet Erucius och familjen Chorotypidae.

## Underarter
Arten delas in i följande underarter:
- E. d. dimidiatipes
- E. d. zonatus
- E. d. luteipes